# O Chao (Chandreja de Queija)
O Chao es una aldea española situada en la parroquia de Casteligo, del municipio de Chandreja de Queija, en la provincia de Orense, Galicia.

## Demografía
| Gráfica de evolución demográfica de O Chao entre 2000 y 2022 |
|                                                              |
| Datos según el nomenclátor publicado por el INE.             |